# Zeda Simoneti
Zeda Simoneti (gruz. ზედა სიმონეთი) – wieś w Gruzji, w regionie Imeretia, w gminie Terdżola. W 2014 roku liczyła 1349 mieszkańców.